# Bad Religion (singel)
Bad Religion – utwór amerykańskiego zespołu muzycznego Godsmack, będący czwartym i ostatnim singlem z uznawanego za pierwszy albumu studyjnego zespołu, noszącego tą samą nazwę co on. Został wydany w formacie CD na początku 2000 roku nakładem Universal Records i Republic Records.

## Kontrowersje
Kilka dni po zamachach z 11 września 2001 roku Clear Channel Communications, firma będąca właścicielem i programatorem czasu antenowego ponad 1000 amerykańskich stacji radiowych, wysłała e-maile do dyrektorów programowych tych stacji z mieszczącą ponad 150 pozycji listą piosenek z „wątpliwymi tekstami”, których puszczania na antenie powinni unikać. Utwór „Bad Religion” był na tej liście.

## Wykorzystanie utworu
„Bad Religion” znalazł się na ścieżce dźwiękowej wydanej w 2003 roku na konsole PlayStation 2, Xbox i GameCube gry ATV Quad Power Racing 2, a także mającego premierę w tym samym roku filmu dokumentalnego Mayor of the Sunset Strip, opowiadającego o życiu DJ-a Rodneya Bingenheimera.

## Lista utworów
Opracowano na podstawie materiału źródłowego.
Wydanie CD amerykańskie 2000 (Universal/Republic UNIR-20119-2)
| Nr | Tytuł utworu                   | Długość |
| -- | ------------------------------ | ------- |
| 1. | „Bad Religion (Clean Edit)”    | 3:13    |
| 2. | „Bad Religion (Album Version)” | 3:13    |
|    |                                | 6:26    |

Wydanie winyl 7” amerykańskie 2000 (Universal/Republic 012158341-7)
| Nr | Tytuł utworu   | Długość |
| -- | -------------- | ------- |
| 1. | „Voodoo”       | 4:39    |
| 2. | „Bad Religion” | 3:13    |
|    |                | 7:52    |

## Notowania na listach przebojów
Notowania tygodniowe
| Lista (2000)                                       | Pozycja |
| -------------------------------------------------- | ------- |
| Stany Zjednoczone (Mainstream Rock (Billboard))    | 8       |
| Stany Zjednoczone (Modern Rock Tracks (Billboard)) | 32      |